# Alne Nor
Alne Nor er et nor på nordkysten af halvøen Horneland på sydvestfyn. Sønderfjord, der er den yderste del af Helnæs Bugt. Mod sydvest ligger Bøjden, mod sydøst Fåborg. I fjorden ud for, ligger den langstrakte ø Illum.
Noret dannes af den  voksende landtange, Drejet der  først  går mod nord,  men ca. en km. ude svinger mod øst og sydøst, hvor den, hvis væksten fortsætter vil ende med at danne en lagune..